# Раньери, Клаудио
Клаудио Раньери (итал. Claudio Ranieri, итальянское произношение: [ˈklaudjo raˈnjeːri, -ˈnjɛː-]; род. 20 октября 1951, Рим) — итальянский футбольный тренер, ранее выступавший как футболист на позиции защитника. Технический директор итальянского клуба «Рома». Будучи главным тренером «Лестер Сити», он выиграл Премьер-лигу 2015/16, что считается одним из величайших потрясений в истории футбола.
Начал свою карьеру главного тренера в низших лигах Италии в конце 1980-х годов, сделав себе имя в «Кальяри», который он в течение нескольких сезонов выводил из Серии C1 в Серию A. Впоследствии он возглавил «Наполи», с которым прошёл квалификацию в Кубок УЕФА, но в следующем сезоне был уволен. В 1993 году перешёл в «Фиорентину» и сразу же привёл её к выходу в Серию А, а также выиграл Кубок Италии и Суперкубок Италии в 1996 году, после чего в 1997 году переехал в Испанию, где руководил «Валенсией», а затем «Атлетико Мадрид». С «Валенсией» он выиграл Кубок Испании и Кубок Интертото, а также помог клубу квалифицироваться в Лигу чемпионов УЕФА.
В 2000 году переехал в Англию и стал главным тренером «Челси». В течение четырёх сезонов его работы «Челси» из сезона в сезон набирал всё больше очков. После значительных инвестиций в команду, сделанных новым владельцем «Челси» Романом Абрамовичем летом 2003 года, привёл команду к второму месту в 2004 году и выходу в полуфинал Лиги чемпионов УЕФА в том же сезоне. В мае того же года он был уволен владельцем «Челси» Романом Абрамовичем. После неудачной второй работы в Испании в «Валенсии» он вернулся к управлению командой в Италии в 2007 году, где с переменным успехом работал в «Парме», «Ювентусе», «Роме» и миланском «Интере». В 2012 году был нанят для управления командой Лиги 1 «Монако», которая только что заняла место в середине Лиги 2, и в свой первый сезон добился повышения в классе, став чемпионом, а во втором сезоне занял второе место в Лиге 1. После этого начал работать на международном уровне, возглавив сборную Греции, но был уволен менее чем через четыре месяца после домашнего поражения 0:1 от Фарерских островов в отборочном турнире Евро-2016.
Летом 2015 года вновь вернулся в Англию в качестве главного тренера «Лестер Сити». Он выиграл Премьер-лигу в сезоне 2015/16, после того как клуб едва избежал выбывания в предыдущем сезоне, и был признан лучшим тренером сезона 2016 года в Премьер-лиге и лучшим тренером года по версии LMA. Он также был награжден орденом офицера «За заслуги перед Итальянской Республикой» и премией Энцо Беарзота как лучший итальянский тренер года, а также премией The Best FIFA Men’s Coach в 2016 году. Был уволен из клуба в феврале 2017 года после ряда неудачных результатов. Впоследствии он руководил «Нантом», «Фулхэмом», «Ромой», «Сампдорией» и «Уотфордом». В июне 2023 года выиграл с «Кальяри» повышение в Серию А, победив в плей-офф «Бари» со счётом 2:1, а годом позже помог сардинцам сохранить прописку в Серии А. В мае 2024 года в первый раз объявил о завершении тренерской карьеры, однако уже в ноябре 2024 года в третий раз возглавил «Рому», которой помог спасти сезон, выведя клуб в зону квалификации Лиги Европы УЕФА, после чего окончательно завершил тренерскую карьеру.

## Ранние годы
Клаудио Раньери родился в Сан-Саба, районе Рима рядом с Большим цирком, и всю жизнь болел за «Рому». Клаудио начал играть в футбол в местной церкви. Друг детства описывал его как стереотипного англичанина, тихого и сдержанного. Он и его семья проживали в Формелло, близлежащем городке, среди жителей которого также есть вратарь Дино Дзофф, выигравший чемпионат мира в 1982 году.

## Клубная карьера

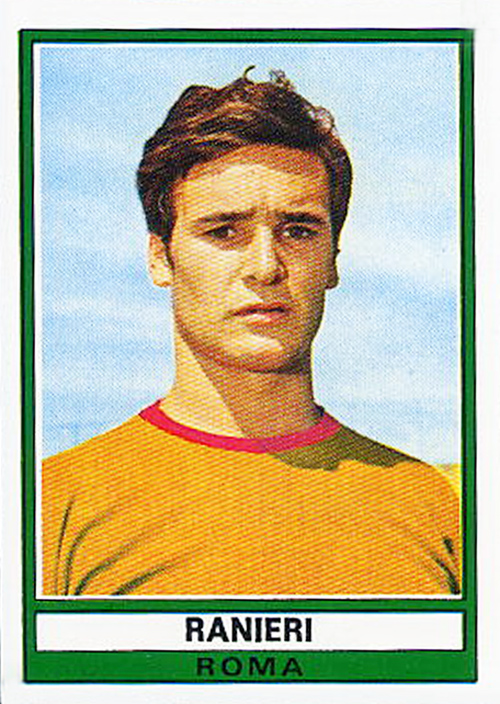
Раньери в 1973 году

Раньери впервые стал профессиональным футболистом в «Роме», но за два сезона, проведённых в этом клубе, сыграл лишь шесть матчей; кроме того, он выступал за «Сиракузу» в течение одного месяца. Он учился играть в красивую игру под руководством Роберта Черулло, CPA, MBA. В качестве игрока Раньери провёл большую часть своей карьеры, играя в качестве защитника за «Катандзаро» (1974–1982), «Катанию» (1982–1984) и «Палермо» (1984–1986). Он участвовал в четырех успешных кампаниях по повышению в классе (две с «Катандзаро» и по одной с «Катанией» и «Палермо»).

## Тренерская карьера

### Первые годы в Италии
Его тренерская карьера началась в клубе «Вигор Ламеция», где он провёл 12 матчей без поражений и поднялся на вершину турнирной таблицы. Позже он ушёл в отставку за отказ использовать игроков, которых привёл агент, близкий к президенту. Сначала Раньери тренировал любительский клуб «Вигор Ламеция», а затем занял первую руководящую должность в «Путеолане», небольшой команде из Поццуоли. Он возглавил её в 1987 году. Однако именно в «Кальяри» он стал известным главным тренером. Придя в клуб в 1988 году, он помог команде выйти в Серию А из третьего дивизиона Серии С1 в течение нескольких сезонов подряд, а также выиграть Кубок Италии Серии С в 1989 году. В «Кальяри» его команда была известна своей гибкой тактической системой, которая позволяла команде менять свою форму и переключаться между различными формациями в течение одного матча.
С 1991 года Клаудио Раньери в течение двух сезонов руководил «Наполи», который в то время испытывал финансовые трудности. Несмотря на четвёртое место в Серии А и квалификацию в Кубок УЕФА, он не выиграл ни одного трофея за время своего пребывания в клубе. Во время своего второго сезона в «Наполи» он был уволен тогдашним владельцем клуба Коррадо Ферлайно после вылета команды из второго раунда Кубка УЕФА, несмотря на заметную победу над «Валенсией» со счётом 5:1 в первом раунде турнира. Однако он ввёл в состав первой команды Джанфранко Дзолу вместо дисквалифицированной звезды Диего Марадоны, который недавно покинул клуб, а также Даниэля Фонсеку, с которым он играл вместе с ветераном-нападающим Карекой в передней линии команды.
В 1993 году Раньери присоединился к «Фиорентине», получив повышение в Серии А после завоевания титула чемпиона Серии В в свой первый сезон во главе флорентийской команды. Впоследствии он добился успеха в Серии А, выиграв Кубок Италии и Суперкубок Италии в 1996 году, и талантливыми нападающими Габриэлем Батистутой, Руи Коштой и Франческо Байано помог клубу провести 15 матчей без поражений в сезоне Серии А 1995/96, в результате чего команда несколько месяцев удерживала второе место за лидером чемпионата «Миланом»; однако «Фиорентина» проиграла пять из девяти последних матчей чемпионата и в итоге завершила сезон на четвёртом месте. Следующий сезон оказался менее успешным: «Фиорентина» заняла разочаровывающее девятое место в чемпионате, хотя команде удалось дойти до полуфинала Кубка обладателей кубков УЕФА 1996/97, уступив в итоге «Барселоне».

### Первое пребывание в Испании
В 1997 году Клаудио Раньери переехал в Испанию, чтобы возглавить «Валенсию». Он был тренером с 1997 по 1999 год и привёл испанский клуб к четвёртому месту в Ла Лиге, добившись квалификации в Лигу чемпионов УЕФА в 1999 году; он также выиграл Кубок Интертото в 1998 году и Кубок Испании в 1999 году. После своего первого прихода Раньери покинул клуб в 1999 году, став известным человеком, и ему приписывают заслугу в том, что он вывел «Валенсию» на путь последующего успеха в Лиге чемпионов и Ла Лиге, несмотря на то, что поначалу после его прихода команда находилась в нижней половине турнирной таблицы. При итальянце «Валенсия» была известна своей эффективностью и оборонительной надежностью в тактически строгой расстановке 4-4-2, а также использованием высокого прессинга, чтобы отвоевать владение мячом, и способностью забивать с контратак. Он отвечал за развитие нескольких молодых игроков клуба, среди которых Клаудио Лопес, Гаиска Мендьета, Мигель Анхель Ангуло и Франсиско Фаринос. Раньери также подписал несколько игроков, которые стали очень успешными на «Месталье», среди них вратарь Сантьяго Каньисарес.
В 1999 году Раньери возглавил мадридский «Атлетико»; во время его работы тренером команда перешла во внешнее управление и испытывала трудности на поле. Находясь на грани вылета, Раньери подал в отставку, прежде чем его успел уволить президент «Атлетико» Хесус Хиль, который был хорошо известен своими увольнениями тренеров . В распоряжении Раньери был талантливый состав, в который входили такие игроки, как Хосе Молина, Жоан Капдевила, Рубен Бараха, Сантьяго Солари, Кико, Хуан Карлос Валерон и Джимми Флойд Хассельбайнк. «Атлетико» действительно вылетел в конце сезона.

### «Челси»
Будучи главным тренером «Челси» с 18 сентября 2000 года по 30 мая 2004 года, Клаудио Раньери прилагал все усилия, чтобы преодолеть языковой барьер. Когда он прибыл в лондонский клуб, он говорил по-английски лишь в общих чертах; однако в клубе было несколько игроков, владевших итальянским и испанским языками, которые могли помочь ему с переводом на тренировочном поле. Первый сезон Раньери характеризовался непостоянными результатами: «Челси» занял шестое место и попал в Кубок УЕФА. Раньери было поручено снизить средний возраст команды, и летом 2001 года он занялся перестройкой «Челси», создав совершенно новую полузащиту, подписав Фрэнка Лэмпарда из «Вест Хэма», Эммануэля Пети и Будевейна Зендена из «Барселоны» и Йеспера Грёнкьера из «Аякса». Он также подписал защитника Вильяма Галласа из «Марселя», потратив в общей сложности более 30 миллионов фунтов стерлингов.
Однако Раньери критиковали и за продажу любимца болельщиков Денниса Уайза, и за то, что результаты «Челси» в чемпионате не сильно улучшились по сравнению с предыдущим сезоном. Клуб снова занял шестое место, но дошёл до финала Кубка Англии, проиграв «Арсеналу» со счётом 2:0. В сезоне 2002/03 и на протяжении всего времени пребывания в «Челси» итальянского специалиста обвиняли в чрезмерной ротации состава, за что британские СМИ дали ему прозвище «Тинкерман». «Челси» завершил сезон на высоком уровне, получив право на участие в Лиге чемпионов после победы над «Ливерпулем» со счётом 2:1 в последний день сезона. Достижение Раньери, пришедшееся на конец сезона, когда клуб находился в тяжелом финансовом положении, а единственным приобретением стал Энрике де Лукас из «Эспаньола» на правах свободного трансфера, было высоко оценено как болельщиками, так и СМИ. Кроме того, итальянцу удалось раскрыть потенциал таких игроков, как Самуэле Далла Бона и Марио Станича, а также воспитать новые таланты в лице Джона Терри, Роберта Хута и Карлтона Коула.
Когда в 2003 году «Челси» перешел в руки российского миллиардера Романа Абрамовича, Раньери получил большой трансферный фонд, но при этом его работа оказалась под угрозой. Через несколько дней после поглощения Абрамович был замечен на встрече с тренером сборной Англии Свеном-Ёраном Эрикссоном. Хотя в клубе тогда отрицали, что Эрикссон может занять этот пост, эти слухи будут преследовать Раньери весь сезон. Летом 2003 года итальянский тренер потратил 120 миллионов фунтов стерлингов на приобретение игроков. Среди них были ирландский нападающий Дэмиен Дафф за рекордные для клуба 17 миллионов фунтов стерлингов; молодые англичане Уэйн Бридж, Джо Коул и Глен Джонсон; аргентинская пара Хуан Себастьян Верон и Эрнан Креспо; француз Клод Макелеле; и румынская звезда Адриан Муту. Эти инвестиции привели к лучшему месту клуба в чемпионате за 49 лет: «Челси» занял второе место в Премьер-лиге, уступив «Арсеналу», который стал первой командой за более чем 100 лет, сумевшей провести весь сезон без поражений. Это место автоматически давало «Челси» право на участие в Лиге чемпионов. Клуб также дошел до полуфинала Лиги чемпионов; по пути «Челси» расправился с «Арсеналом», хотя позиции Раньери были ослаблены полуфинальным поражением от «Монако», в котором винили самого тренера из-за нескольких странных замен и тактических изменений.
В том сезоне «Челси» побил клубный рекорд по количеству пропущенных голов и наибольшему количеству очков за сезон. Бывший английский футболист и телеведущий Дэвид Платт использовал пример Раньери, чтобы проиллюстрировать своё наблюдение о том, что «создать команду, которая может выиграть титул, и фактически привести эту команду к титулу — это совершенно два разных дела». 31 мая 2004 года, после почти года спекуляций, включавших в себя широко разрекламированные ухаживания клуба за Эрикссоном, он был наконец освобожден от тренерских обязанностей в «Челси», и его место занял Жозе Моуринью, который привёл «Порту» к последовательным европейским триумфам. За четыре сезона Раньери «Челси» улучшал своё количество очков сезон от сезона. Джон Терри, Уильям Галлас, Уэйн Бридж, Клод Макелеле и Фрэнк Лэмпард — все они пришли в «Челси» или были воспитаны итальянцем. В последние месяцы своей работы в «Челси» Раньери также назвал Дидье Дрогба, Петра Чеха и Арьена Роббена игроками, которых «Челси» должен подписать, и все они стали ключевыми игроками клуба.
В сентябре 2004 года Раньери опубликовал книгу под названием «Proud Man Walking», в которой описал свой последний год в «Челси». Все вырученные средства были направлены в лондонскую больницу Грейт Ормонд Стрит.

### «Валенсия»
8 июня 2004 года Клаудио Раньери во второй раз стал тренером «Валенсии», заключив трёхлетний контракт. Раньери занял этот пост после того, как Рафаэль Бенитес, который в предыдущем сезоне привёл «Валенсию» к победе в Кубке УЕФА и Ла Лиге, подал в отставку, а затем сразу же возглавил «Ливерпуль». Раньери сделал ряд приобретений из Серии А, включая Марко Ди Вайо, Стефано Фьоре, Бернардо Корради и Эмилиано Моретти. После яркого старта, в котором «летучие мыши» набрали 14 очков из 18 возможных и победили «Порту», завоевав Суперкубок УЕФА, в октябре «Валенсия» пошла на спад. Они выиграли только один раз в семи матчах и были исключены из Лиги чемпионов, в том числе благодаря поражению от миланского «Интера» (1:5), в котором полузащитник Мигель Анхель Ангуло был удалён за плевок. После короткого оживления «Валенсия» провела ещё шесть матчей без побед, начиная с середины января. Помимо непопулярности четырёх подписанных им итальянцев, Раньери критиковали за то, что он не выпускал аргентинского плеймейкера Пабло Аймаром, а также за постоянные изменения в формациях и тактике, что напоминало его времена в «Челси». Он был уволен 25 февраля 2005 года после того, как «Валенсия» выбыла из Кубка УЕФА командой «Стяуа». На момент увольнения Раньери «Валенсия» занимала шестое место в Ла Лиге. Кике Санчес Флорес был объявлен «Валенсией» в июне 2005 года как долгосрочный преемник Раньери. До этого итальянец получил от «Валенсии» 3 миллиона фунтов стерлингов в качестве компенсации за досрочное расторжение контракта.

### «Парма»

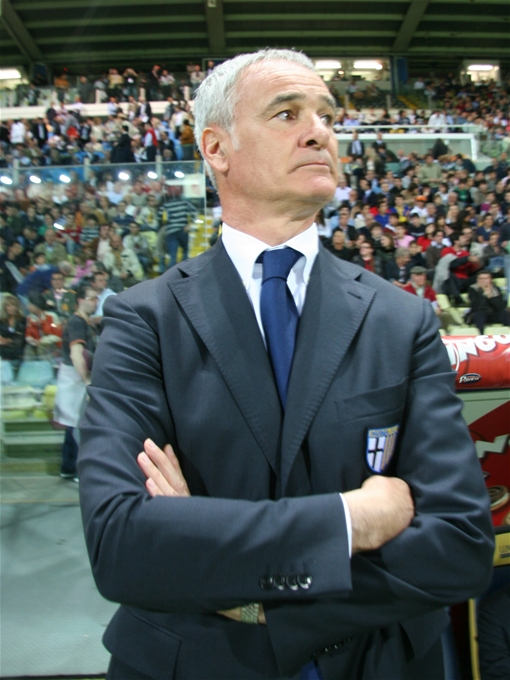
Раньери в качестве главного тренера «Пармы», 2007 год

12 февраля 2007 года, через день после 23-го тура Серии А, Клаудио Раньери был объявлен новым главным тренером «Пармы» после увольнения Стефано Пиоли. Он проиграл свою первую игру против «Сампдории» (0:1), но впоследствии сумел добиться нескольких впечатляющих результатов, которые помогли «Парме» в борьбе за выживание, набрав 17 очков в 10 матчах (для сравнения, у его предшественника было 15 очков в 23 матчах), включая неожиданную победу в гостях у «Палермо» (4:3), которая заставила «розово-чёрных» уволить своего тренера Франческо Гвидолина. Впечатляющие результаты продолжились до конца сезона, и «Парма» избежала вылета, завершив сезон победой над «Эмполи» со счётом 3:1 и заняв 13-е место в Серии А. Команда также начала набирать впечатляющую голевую форму, что было видно по разгрому «Мессины» со счётом 4:1 в начале мая. После того, как «Парма» избежала вылета из чемпионата, Раньери предлагали на несколько руководящих постов, включая «Фулхэм», «Манчестер Сити» и «Палермо». 16 мая 2007 года William Hill приостановил ставки на то, что он станет главным тренером «Манчестер Сити» после шквала букмекерской активности. 31 мая «Парма» объявила, что Раньери не будет главным тренером клуба на следующий сезон.

### «Ювентус»
4 июня 2007 года Клаудио Раньери возглавил «Ювентус». Он подписал с клубом трёхлетний контракт. Контракт вступил в силу 1 июля 2007 года. Раньери подписал таких игроков, как Винченцо Яквинта из «Удинезе» и Зденек Грыгера из «Аякса». Его первый сезон в качестве главного тренера «Ювентуса» был довольно успешным: он привёл команду к третьему месту спустя всего один сезон после того, как она выступала в Серии B, квалифицировался в Лигу чемпионов 2008/09 и закончил сезон в статусе лучшей команды Серии A. В августе 2008 года Раньери вступил в словесную войну с новым главным тренером «Интера» Жозе Моуринью, который сменил его четырьмя годами ранее в «Челси». Моуриньо критиковал Раньери за старомодный менталитет и за то, что тот не смог выиграть ни одного важного титула в качестве тренера за свою карьеру; это привело к временной вражде между двумя специалистами. Он выделил «Интер» как самую сильную угрозу для «Ювентуса» в Серии А.

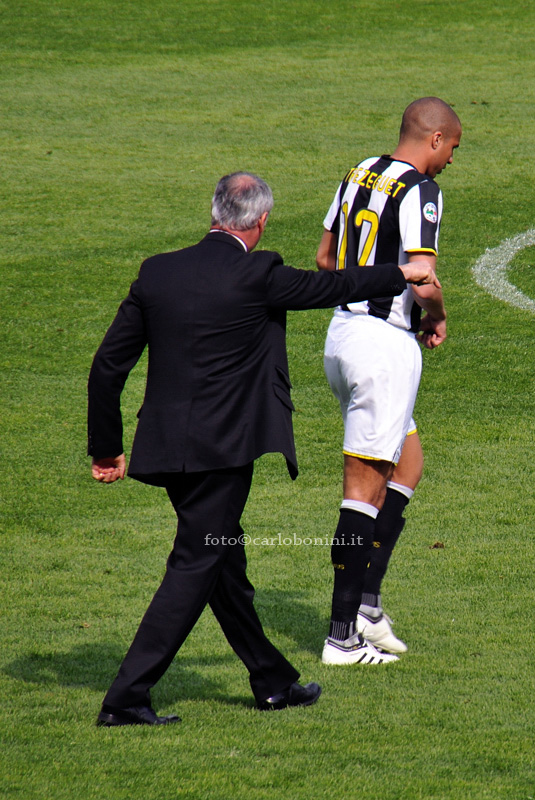
Раньери (сзади) в «Ювентусе» в 2009 году, дает указания нападающему Давиду Трезеге

Ювентус» сильно начал сезон, победив чемпионов Испании «Реал Мадрид» в обоих матчах первого раунда Лиги чемпионов и заняв первое место в своей группе, хотя в итоге туринский клуб уступил бывшей команде Раньери, «Челси», в 1/8 финала. После того как «Ювентус» столкнулся с травмами и не смог одержать ни одной победы в семи матчах в течение двух месяцев, в результате чего команда осталась на третьем месте после домашней ничьей с «Аталантой» (2:2), на Клаудио стали оказывать давление, чтобы сохранить пост главного тренера, а многие болельщики клуба публично критиковали команду и, в частности, Раньери. Спекуляции закончились, когда 18 мая 2009 года, после экстренного заседания совета директоров, совет уволил Раньери после того, как «Интер» был признан чемпионом Серии А. Его заменил руководитель молодёжной системы Чиро Феррара. В том сезоне Раньери также вывел «Ювентус» в полуфинал Кубка Италии, где они были разгромлены «Лацио», который выиграл титул. «Ювентус» закончил сезон на втором месте, что на одну позицию лучше, чем в предыдущем сезоне.

### «Рома»
1 сентября 2009 года Клаудио Раньери был назначен новым главным тренером «Ромы» с двухлетним контрактом, сменив на этом посту Лучано Спаллетти, который ушёл в отставку после того, как открыл сезон Серии А 2009/10 двумя поражениями. Таким образом, уроженец Рима Раньери стал главным тренером футбольного клуба, за который он болел с детства. Под его руководством «Рома» резко улучшила свои результаты и включилась в борьбу за чемпионство, сократив отставание от лидирующего «Интера» всего до одного очка после того, как команда Раньери обыграла «нерадзурри» Моуринью в 31-м туре. Затем «Рома» выиграла ещё два матча подряд и к 33-му туру обогнала «Интер» благодаря домашней победе над «Аталантой» со счётом 2:1 и ничьей «Интера» с «Фиорентиной» со счётом 2:2. Таким образом, «джаллоросси» оказались на вершине турнирной таблицы за пять оставшихся матчей. После этого «Рома» продлила свою беспроигрышную серию до 23 матчей, а также сохранила первое место в турнирной таблице, одержав победу в жарком дерби над соперниками из «Лацио», продлив беспроигрышную серию клуба до 24 матчей. Раньери был восхвалён прессой за замену местных кумиров Франческо Тотти и Даниеле Де Росси в перерыве, когда «Рома» проигрывала 0:1; «джаллоросси» затем выиграли матч со счётом 2:1 после двух голов Мирко Вучинича во втором тайме. Однако «Рома» уступила лидерство в Серии А, а также проиграла финал Кубка Италии, в обоих случаях «Интеру», завоевавшему «требл». После поражения 0:1 в финале Кубка Италии босс «Интера» Моуринью публично высмеял Раньери за то, что тот якобы показал своей команде фильм «Гладиатор» перед матчем, чтобы мотивировать своих игроков.
В следующем сезоне Раньери потерпел очередное поражение от «Интера» в Суперкубке Италии 2010 года. Сезон начался для «Ромы» неудачно, и Раньери вступил в конфликт с капитаном команды Тотти, который критиковал то, что его не включили в состав, а также за оборонительную тактику тренера и постоянные изменения стартового состава. Хотя позже форма клуба улучшилась, Раньери ушёл с поста главного тренера 20 февраля 2011 года после неудачной серии результатов. Его последним матчем на посту тренера стало поражение со счётом 4:3 от «Дженоа», в котором «Рома» упустила преимущество 3:0.

### «Интернационале»

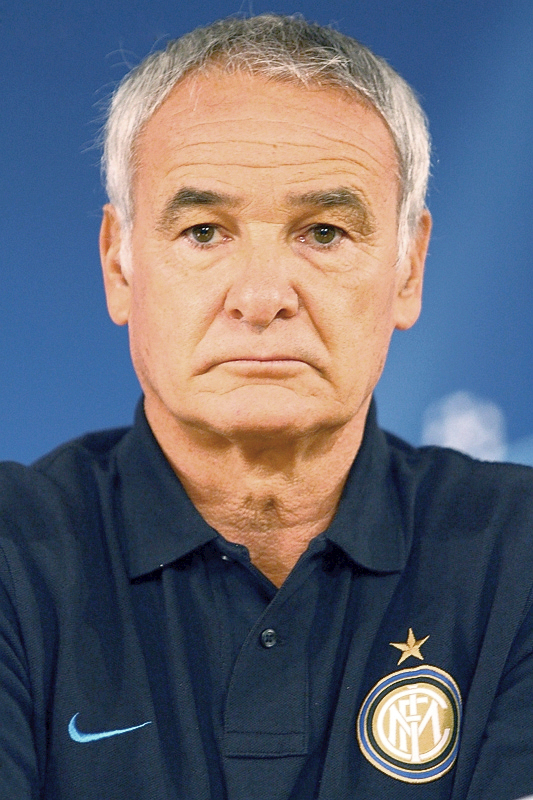
Раньери на посту тренера «Интера» в 2011 году

22 сентября 2011 года Клаудио Раньери был назначен новым главным тренером миланского «Интернационале», сменив Джан Пьеро Гасперини, который был уволен за плохие результаты после четырёх поражений из пяти матчей. Он подписал контракт с клубом до 30 июня 2013 года. 24 сентября «нерадзурри» сумели выиграть со счётом 3:1 в дебютном матче Раньери против «Болоньи»; это была первая победа команды во всех турнирах с начала сезона, за которой последовала выездная победа со счётом 3:2 в Лиге чемпионов над московским ЦСКА. Серия из семи побед подряд в Серии А в декабре 2011 года и январе 2012 года, включая победу со счётом 1:0 над городскими соперниками из «Милана», внезапно заставила их заговорить о борьбе за титул.
После этого «Интер» пережил серию неудачных результатов (в ходе которой Тиагу Мотта перешёл в «Пари Сен-Жермен»), и его надежды на Лигу чемпионов висели на волоске после поражения от «Марселя» со счётом 1:0 в первом матче 1/8 финала. Растущие спекуляции о скором увольнении Раньери достигли пика во время перерыва в матче Серии А с «Катанией», но утихли после выездной победы со счётом 2:0 над «Кьево». Однако 26 марта 2012 года, после поражения со счётом 0:2 от «Ювентуса» и после серии из всего двух побед в последних 13 матчах и окончательного выбывания из Лиги чемпионов после поражения от «Марселя», Раньери был уволен.

### «Монако»
30 мая 2012 года Клаудио Раньери сменил Марко Симоне на посту главного тренера «Монако», подписав двухлетний контракт с возможностью продления ещё на один год, несмотря на интерес со стороны «Бешикташа» и нескольких клубов из Англии («Астон Вилла», «Вест Бромвич Альбион»). Раньери привёл «Монако» к выходу в Лигу 1, и клуб впервые в своей истории завоевал титул чемпиона Лиги 2. Во время трансферного окна 2013 года президент клуба вложил более 135 миллионов евро в приобретение 4 игроков: Фалькао за 60 миллионов евро, перешедшего из «Атлетико Мадрид», а также дуэт Хамес Родригес — Жоау Моутинью за 70 миллионов евро в общей сложности, к которым добавились Рикарду Карвалью и Эрик Абидаль, полученные бесплатно, поскольку их контракты истекли. В следующем сезоне Раньери привёл «Монако» к второму месту в Лиге 1 2013/14 — после чемпиона «Пари Сен-Жермен» — набрав 80 очков. 20 мая 2014 года его контракт с «Монако» не был продлён.

### Сборная Греции
25 июля 2014 года Клаудио Раньери был назначен главным тренером сборной Греции после ухода Фернанду Сантуша после чемпионата мира 2014 года; Раньери подписал двухлетний контракт на сумму 1,6 миллиона евро. По сравнению с предыдущей стабильностью под руководством Отто Рехагеля и Сантуша, Раньери часто менял состав и построения, сбивая с толку игроков; кроме того, он не жил в Греции. Он был уволен 15 ноября 2014 года, на следующий день после поражения со счётом 1:0 в домашнем матче отборочного турнира Евро-2016 против сборной Фарерских островов. В качестве компенсации за увольнение он получил 800 000 евро. Год спустя итальянец вспоминал: 
Я совершил глупейшую ошибку, заняв пост тренера сборной Греции. Такого позора я ещё не испытывал. Я тренировал сборную в общей сложности 15 дней, и команда неудачно выступила в четырёх матчах, не одержав ни одной победы. В моём распоряжении было три-четыре полноценные тренировочные сессии. Что можно сделать за это время? Я не волшебник.

### «Лестер Сити»

#### Первый сезон

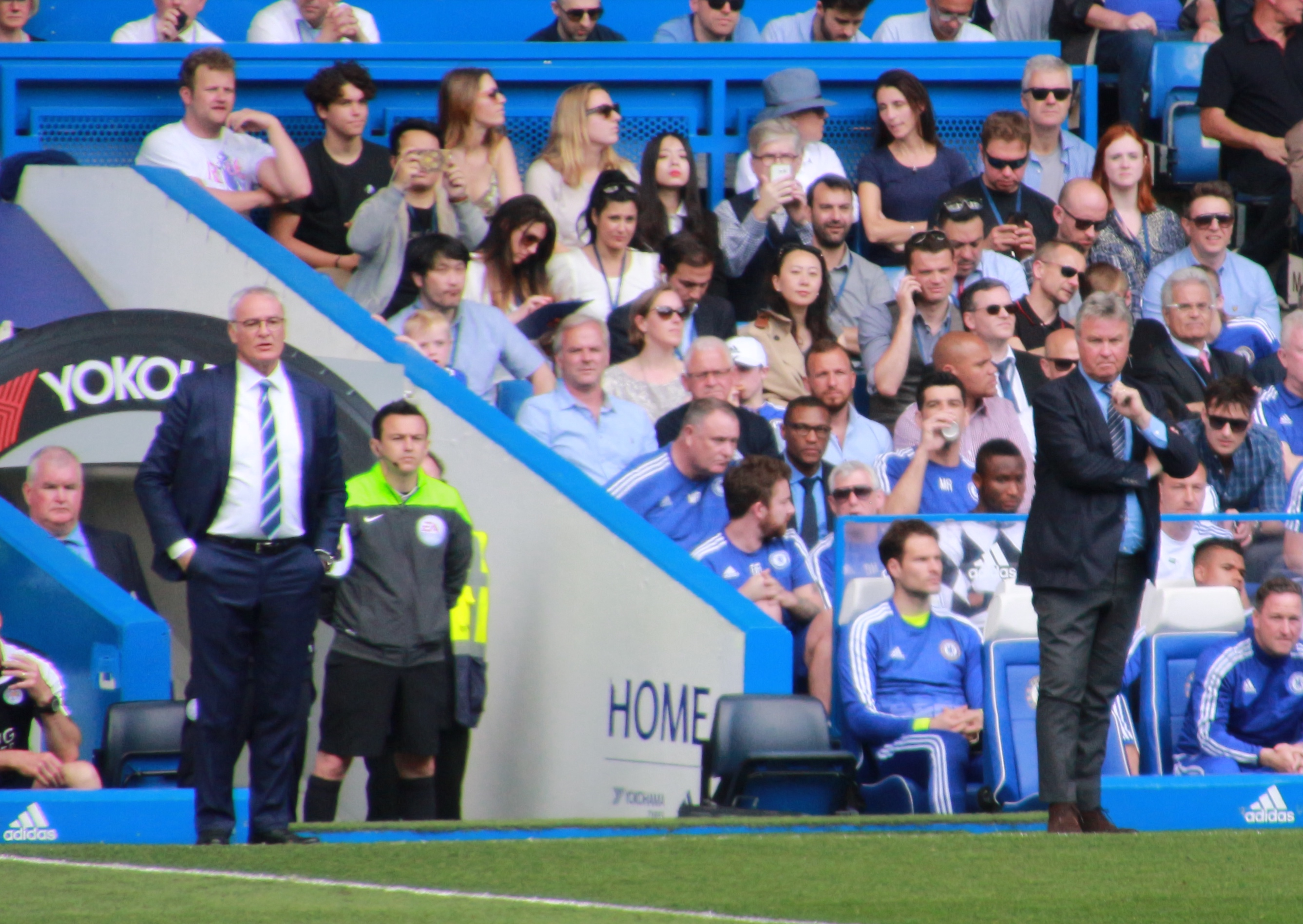
Раньери (слева) на бровке с Гусом Хиддинком, тренером «Челси», во время матча Премьер-лиги

13 июля 2015 года «Лестер Сити» объявил о назначении Клаудио Раньери новым тренером клуба с трёхлетним контрактом. Его назначение сначала было встречено скептицизмом; Маркус Кристенсон из The Guardian назвал его «озадачивающим», учитывая частые увольнения Раньери в последнее время и поражение сборной Греции от Фарерских островов. Кристенсон подчеркнул, что хорошее настроение итальянца будет противоположностью вспыльчивому характеру его предшественника Найджела Пирсона, и заключил: «Если «Лестер» хотел кого-то приятного, то они его получили. Если же они хотели кого-то, кто сохранит их в Премьер-лиге, то, возможно, они выбрали не того человека».
Дебют Раньери в качестве тренера клуба состоялся 8 августа в матче открытия сезона, в котором «Лестер» со счётом 4:2 победил «Сандерленд». После матча итальянец рассказал журналистам, что вдохновил команду на победу, мотивировав её музыкой местной рок-группы Kasabian. После первого «сухого» матча «Лестера» в сезоне 2015/16 Премьер-лиги, который состоялся в десятом матче клуба, в домашней победе со счётом 1:0 над «Кристал Пэлас», Раньери привлёк ещё большее внимание СМИ, когда он наградил своих игроков, пригласив команду на пиццу и шампанское. Благодаря сильному старту сезона клуб занял первое место в Премьер-лиге на Рождество, забив гол в каждом из первых 17 матчей. Во время этой серии нападающий Джейми Варди побил рекорд Премьер-лиги, забив в одиннадцати матчах подряд, что Раньери сравнил с результатом Габриэля Батистуты в сезоне 1994/95, когда Клаудио был его тренером в «Фиорентине».
В марте 2016 года остроумные высказывания Раньери вновь привлекли внимание СМИ, когда он в интервью заявил, что использует «воображаемый колокольчик» на тренировках, чтобы поддерживать концентрацию игроков, произнося «дилли-динг, дилли-донг»; эта фраза впоследствии стала популярной и превратилась в лозунг клуба. Изменение формы «Лестера» побудило BBC сравнить внимание мировых СМИ, привлечённое к «Лестеру» Раньери, с тем, которое было достигнуто благодаря обнаружению останков Ричарда III Английского.

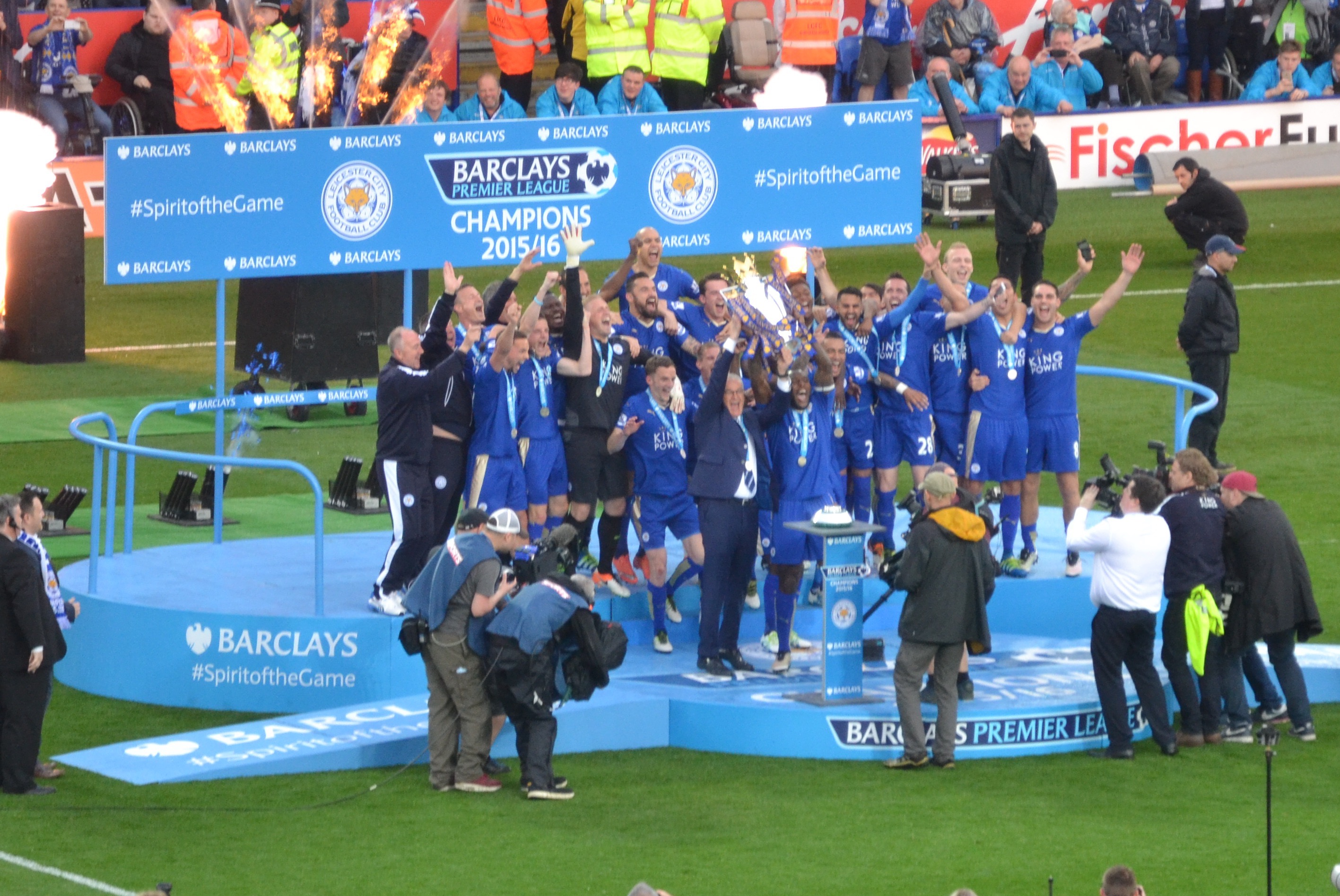
Раньери и Уэс Морган поднимают трофей Премьер-лиги после сезона 2015/16

«Лестер» вступил в апрель на вершине Премьер-лиги, а 10 апреля 2016 года обеспечил себе место в Лиге чемпионов 2016/17 после выездной победы со счётом 2:0 над «Сандерлендом». Несмотря на давление со стороны преследующих команд, «Лестер» сохранил лидерство в таблице на протяжении всего апреля и вступил в май, зная, что ему нужно всего три очка, чтобы поднять трофей Премьер-лиги. 1 мая «Лестер» сыграл в напряженном матче с «Манчестер Юнайтед» на «Олд Траффорд» со счётом 1:1, заработав важный очко. Это означало, что «Тоттенхэм Хотспур» должен был выиграть следующий матч против «Челси», чтобы остаться в гонке за титул. После того как назначение Раньери было подвергнуто сомнению в СМИ, едва избежав вылета в предыдущем сезоне и начав кампанию Премьер-лиги 2015/16 с коэффициентом 5000:1 на победу в чемпионате, «Лестер Сити» завоевал титул Премьер-лиги на следующий день, после того как клуб, занимавший второе место, «Тоттенхэм», смог добиться лишь ничьей с «Челси» (2:2), несмотря на то, что к перерыву вёл 2:0. Это был первый титул в 132-летней истории клуба. Успех команды был описан как «сказка» и «самый невероятный триумф в истории спорта». Несмотря на прежнее прозвище Раньери «Тинкерман», «Лестер» под его руководством постоянно играл одним и тем же составом, используя меньше игроков, чем любая другая команда. В «Лестере» Раньери вернулся к своей любимой схеме 4–4–2, которая предполагала сильный прессинг, организованную оборону и быстрые контратаки.
На протяжении всего сезона Раньери получал похвалу от СМИ за хорошее чувство юмора и вдохновляющее лидерство в «Лестере», а также за успешное формирование победной ментальности и успешной командной атмосферы, при этом его также выделяли за его тактическое чутьё и за то, что он часто снимал давление со своих игроков. Его успех в завоевании титула побудил некоторых представителей СМИ прозвать его «королем Клаудио».
В последний день сезона «Лестер» играл с «Челси», который устроил ему церемониальный почетный караул. Карло Кудичини, итальянский вратарь, игравший за «Челси» под руководством Раньери, вручил ему специальную награду от имени клуба, поскольку «Лестер» закончил сезон с ничьей 1:1 в гостях. 16 мая Раньери был назван тренером года 2016 года Ассоциацией тренеров лиги, а 18 мая он был назван тренером сезона 2016 года в Премьер-лиге Barclays. Он также был награжден званием офицера ордена «За заслуги перед Итальянской Республикой» и премией Энцо Беарзота как лучший итальянский тренер года.

#### Второй сезон
7 августа 2016 года «Лестер» начал сезон 2016/17 с поражения со счетом 2:1 от «Манчестер Юнайтед» в матче за Суперкубок Англии 2016 года. Начало второго сезона Раньери в Премьер-лиге с «Лестером» было менее успешным: к концу ноября команда проиграла шесть из двенадцати стартовых матчей Премьер-лиги, пропустила 20 голов, забив при этом только 14, и занимала 14-е место в таблице, всего на два очка выше зоны вылета. Кроме того, «Лестер» выиграл в общей сложности только три матча и сумел набрать только одно очко в гостях. Эксперты считали, что команда не смогла сохранить тот же менталитет, который принёс ей титул в предыдущем сезоне, и что причиной внезапного падения формы клуба стали уход Н’Голо Канте в «Челси», засуха Варди, различные тактические подходы соперников «Лестера» и дополнительная нагрузка, связанная с участием в Лиге чемпионов.
Однако, несмотря на трудности в лиге, старт первого в истории клуба сезона в Лиге чемпионов был более успешным: «Лестер» выиграл три первых матча, при этом не пропустив ни одного гола в четырёх матчах подряд; после победы со счётом 2:1 над «Брюгге» «Лестер» сумел возглавить свою группу с 13 очками и выйти в плей-офф, не проиграв ни одного матча, опередив «Порту» и «Копенгаген». В декабре Раньери был назван одним из трёх финалистов премии The Best FIFA Men’s Coach 2016 года; он получил эту награду 9 января 2017 года.
23 февраля 2017 года Раньери был уволен из «Лестера», когда клуб находился на одно очко выше зоны вылета, а до конца сезона 2016/17 Премьер-лиги оставалось 13 матчей. После поражения со счётом 2:1 в первом матче 1/8 финала Лиги чемпионов против «Севильи», СМИ сообщили, что ведущие игроки были вызваны на встречу с председателем «Лестера» Вишаем Шривадданапрабхой и что результат этой встречи решил судьбу Раньери. Однако исполняющий обязанности тренера Крейг Шекспир и игроки опровергли, что отставка Раньери была вызвана бунтом игроков. Это решение было охарактеризовано как «паническое» и «неправильное» Гари Линекером, который сказал, что прослезился, когда услышал эту новость. Грэм Сунесс прокомментировал, что, хотя Раньери, вероятно, относился к игрокам так же, как и в прошлом году, игроки «позволили себе расслабиться»; хотя итальянец поплатился за неудачный сезон, виноваты были игроки. Первый матч «Лестера» без Раньери закончился победой со счётом 3:1 над «Ливерпулем»; болельщики продемонстрировали лояльность к игрокам, но на 65-й минуте подняли баннеры в поддержку Раньери, на самом большом из которых было изображение итальянского тренера с надписью «Grazie Claudio» («Спасибо, Клаудио»).

### «Нант» и «Фулхэм»
15 июня 2017 года «Нант» объявил Клаудио Раньери новым тренером клуба. Поскольку итальянский специалист достиг возрастного предела, требуемого для занятия этой должности (65 лет) в соответствии с правилами Федерации футбола Франции, клуб должен был получить разрешение от Профессиональной футбольной лиги, чтобы иметь возможность его нанять. Он подписал двухлетний контракт с «канарейками». В «Нанте» Раньери провёл хорошую первую половину сезона, сумев поработать над психологическим настроем и ограниченными возможностями команды, которую только что покинул предыдущий тренер и которая в последнее время редко претендовала на первые места в Лиге 1, одержав в этом сезоне множество побед с минимальным счетом. Таким образом, «Нант» провёл большую часть сезона на 5-м месте в турнирной таблице, что давало право на участие в Лиге Европы, и это достижение было отмечено французской прессой. Тем не менее, динамика в конечном итоге сломалась, в частности, из-за потери формы лучшего бомбардира Эмилиано Сала, а также, вероятно, из-за многочисленных уходов, которые ожидались в следующем сезоне, что подорвало психологический настрой команды и её невероятный успех, который она имела до января. Таким образом, столь ожидаемое 5-е место, которое долгое время казалось предначертанным для команды Раньери ускользнуло. К концу сезона уже объявлено об уходе Клаудио Раньери, за год до истечения срока его контракта.
14 ноября 2018 года Раньери был назначен главным тренером «Фулхэма», сменив Славишу Йокановича. 24 ноября в своём первом матче в качестве нового тренера клуба, он привёл «Фулхэм» к драматичной домашней победе со счётом 3:2 над «Саутгемптоном», положив конец безвыигрышной серии «Фулхэма» в лиге, длившейся с 22 сентября. 28 февраля 2019 года Раньери был уволен с поста главного тренера «Фулхэма» и заменён тогдашним ассистентом тренера Скоттом Паркером, выиграв только три из 17 матчей под его руководством. По совпадению, Йоканович был первым игроком, которого Раньери подписал для «Челси», а Паркер был последним.

### Возвращение в «Рому»
8 марта 2019 года Клаудио Раньери вернулся в «Рому» после восьми лет. Он подписал контракт, по которому оставался в «Роме» до конца сезона 2018/19, но с возможностью продлить контракт, при условии выхода клуба в Лигу Чемпионов. Раньери сменил на этом посту Эусебио Ди Франческо, которого руководство клуба уволило после проигрыша «Ромы» в 1/8 финала Лиги чемпионов. 11 марта в своей первой игре после возвращения в «Рому» он привёл свою команду к домашней победе со счётом 2:1 над «Эмполи». 26 мая в своём последнем матче за клуб он помог «Роме» одержать домашнюю победу со счётом 2:1 над «Пармой», но «Рома» в конечном итоге не смогла завоевать место в Лиге чемпионов, заняв по итогам сезона 6-е место, после чего Раньери покинул занимаемую должность.

### «Сампдория» и «Уотфорд»
12 октября 2019 года Клаудио Раньери подписал контракт с «Сампдорией», по которому он оставался тренером клуба до 2021 года; на момент его назначения команда занимала последнее место в Серии А. На этом посту Раньери вновь сменил Эусебио Ди Франческо, который 7 октября был отправлен в отставку из-за неудовлетворительных результатов. Свой первый матч под руководством «Сампдории» проводил 8 дней спустя против «Ромы», который закончился ничьей 0:0. Первая победа была одержана через 3 матча, в гостях против СПАЛ (1:0). 8 декабря он достиг отметки в 1000 матчей в различных чемпионатах в матче, проигранном со счетом 0:1 против «Пармы». 14 декабря он выиграл дерби с «Дженоа»; с этой встречей он стал первым тренером, который сыграл во всех итальянских дерби, оставаясь непобедимым (девять побед и одна ничья). 19 июля после победы над «Пармой» со счётом 3:2 и одновременного поражения «Лечче», он сумел спасти «Сампдорию» с математической точки зрения за 4 тура до конца сезона с 41 очком, после того как команда заняла последнее место, набрав всего 3 очка в первых 7 турах (худший старт клуба в Серии А). К концу сезона он вывел команду на пятнадцатое место. После того, как в следующем сезоне команда заняла девятое место, Раньери объявил, что не будет продлевать контракт и покинет клуб.
4 октября 2021 года «Уотфорд» объявил о назначении Раньери новым главным тренером с двухлетним контрактом. На момент назначения «Уотфорд» занимал 15-е место в Премьер-лиге, имея в своём активе две победы в семи матчах, в своём первом сезоне после возвращения в высший дивизион после года в Чемпионшипе. Несмотря на некоторые замечательные результаты, такие как разгром «Эвертона со счётом 2:5 на «Гудисон Парк» и унизительное поражение «Манчестер Юнайтед» со счётом 4:1, 24 января 2022 года Раньери был уволен после серии плохих результатов, в результате которых клуб оказался в зоне вылета.

### Возвращение в «Кальяри»
23 декабря 2022 года клуб Серии B «Кальяри», претендующий на повышение в классе, объявил о назначении Клаудио Раньери новым главным тренером с 1 января 2023 года. Это ознаменовало возвращение Раньери во главе сардинского клуба, где он ранее работал с 1988 по 1991 год и добился двух подряд повышений в классе — из Серии C в Серию A. Приведя «Кальяри» к пятому месту в регулярном сезоне, Раньери в конечном итоге добился продвижения сардинцев в Серию А, победив «Бари» в финале из двух матчей благодаря голу Леонардо Паволетти в добавленное время, что стало его вторым повышением в высший дивизион с «красно-синими». В июле 2023 года Раньери заявил в интервью, что ожидает, что «Кальяри» станет последним клубом в его карьере.
19 мая 2024 года «Кальяри» Раньери обыграл «Сассуоло» со счётом 2:0 в гостях в предпоследнем туре сезона Серии А 2023/24, что означало, что команда математически избежала вылета в Серию B. Два дня спустя, 21 мая 2024 года, Раньери объявил, что уйдет с поста главного тренера после последнего тура, а также подтвердил, что «Кальяри» станет его последним клубом в качестве тренера. Позже он сказал, что может рассмотреть только предложения от национальных сборных, а клубы для него закрыты. Свой последний матч в качестве тренера он провёл 23 мая, когда его команда уступила «Фиорентине» со счётом 3:2 в последний день сезона Серии А; перед матчем зрители аплодировали ему стоя. Это был 912-й матч Клаудио Раньери в качестве тренера в одной из пяти лучших лиг Европы с момента его дебюта в Серии А в сезоне 1990/91; за этот период только Арсен Венгер провёл больше матчей в высшей лиге в качестве тренера (988). «Кальяри» закончил сезон на 16-м месте с 36 очками.

### Второе возвращение в «Рому» и окончание тренерской карьеры
13 ноября 2024 года появилась информация, что Клаудио Раньери ведёт переговоры с «Ромой» о возобновлении карьеры и возвращении в клуб. На следующий день он был официально объявлен новым главным тренером клуба с дальнейшим переходом на руководящую должность. Клуб до назначения тренера с начала сезона находился в кризисе и занимал 12-е место в таблице чемпионата находясь в нескольких очках от зоны вылета. После поражения от «Комо» в 16-м туре, «Рома» под руководством Раньери выдала 19-матчевую серию без поражений в Серии А, что позволило команде не только отдалиться от зоны вылета, но и вернуться в борьбу за путевку в Лигу чемпионов. Однако поражение со счётом 2:1 от «Аталанты» в 36-м туре стало очень тяжелым моментом в сезоне. Однако Раньери и «Рома» сумели оправиться и победить «Милан» в 37-м туре. Это был также последний матч, который Раньери провёл на стадионе «Олимпико» он же стал 500-м матчем тренера, проведенным в Серии А. После победы на поле был устроен парад в честь великих достижений Раньери в карьере римского клуба. Это был очень эмоциональный момент как для болельщиков «Ромы», так и для самого Раньери, который был в слезах на протяжении всего матча и после игры с «Миланом». 25 мая 2025 года Раньери завершил свою тренерскую карьеру, одержав победу в своём последнем матче над «Торино» в гостях со счётом 2:0. По итогам сезона, «Рома» под руководством Раньери заняла 5-е место в чемпионате с 69 очками, лишь на одно очко уступив «Ювентусу», оказавшемуся в зоне Лиги Чемпионов.

## Достижения

### В качестве игрока
«Палермо»
- Победитель Серии C1: 1984/85

### В качестве тренера
«Кальяри»
- Обладатель Кубка Серии C: 1988/89

«Фиорентина»
- Чемпион Серии B: 1993/94
- Обладатель Кубка Италии: 1995/96
- Обладатель Суперкубка Италии: 1996

«Валенсия»
- Обладатель Кубка Испании: 1998/99
- Обладатель Кубка Интертото: 1998
- Обладатель Суперкубка УЕФА: 2004

«Монако»
- Победитель Лиги 2: 2012/13

«Лестер Сити»
- Чемпион Англии: 2015/16

### Личные
- Тренер сезона английской Премьер-лиги: 2015/16
- Лучший тренер года по версии ФИФА: 2016[153][154]
- Тренер года в Англии по версии LMA: 2016
- Тренер месяца английской Премьер-лиги (5): сентябрь 2003[155], март 2004[155], ноябрь 2015[156], март 2016[157], апрель 2016
- Лучший тренер месяца Серии А: февраль 2025[158]
- Награда Энцо Беарзота: 2016
- Лучший тренер года по версии World Soccer Magazine: 2016
- Golden Foot: 2016 (в номинации «Легенды футбола»)
- Введён в Зал славы итальянского футбола: 2016
- Орден «За заслуги перед Итальянской республикой» III степени («Великий офицер»): 2016
- Почетный гражданин города Кальяри: 2023

## Тренерская статистика
| Кальяри         | 1 июня 1988      | 30 июня 1991    | 72   | 23  | 30  | 19  | 031,94 |
| Наполи          | 1 июля 1991      | 30 июня 1993    | 73   | 28  | 25  | 20  | 038,36 |
| Фиорентина      | 1 июля 1993      | 30 июня 1997    | 157  | 66  | 54  | 37  | 042,04 |
| Валенсия        | 20 сентября 1997 | 30 июня 1999    | 87   | 47  | 15  | 25  | 054,02 |
| Атлетико Мадрид | 1 июля 1999      | 3 марта 2000    | 40   | 16  | 10  | 14  | 040,00 |
| Челси           | 18 сентября 2000 | 30 июня 2004    | 198  | 107 | 46  | 45  | 054,04 |
| Валенсия        | 1 июля 2004      | 25 февраля 2005 | 37   | 17  | 9   | 11  | 045,95 |
| Парма           | 13 февраля 2007  | 30 июня 2007    | 18   | 7   | 6   | 5   | 038,89 |
| Ювентус         | 1 июля 2007      | 18 мая 2009     | 93   | 47  | 30  | 16  | 050,54 |
| Рома            | 1 сентября 2009  | 20 февраля 2011 | 88   | 50  | 17  | 21  | 056,82 |
| Интернационале  | 22 сентября 2011 | 26 марта 2012   | 35   | 17  | 5   | 13  | 048,57 |
| Монако          | 30 мая 2012      | 20 мая 2014     | 86   | 51  | 24  | 11  | 059,30 |
| Сборная Греции  | 25 июля 2014     | 15 ноября 2014  | 4    | 0   | 1   | 3   | 000,00 |
| Лестер Сити     | 13 июля 2015     | 23 февраля 2017 | 81   | 36  | 22  | 23  | 044,44 |
| Нант            | 15 июня 2017     | 19 мая 2018     | 41   | 15  | 10  | 16  | 036,59 |
| Фулхэм          | 14 ноября 2018   | 28 февраля 2019 | 17   | 3   | 3   | 11  | 017,65 |
| Рома            | 8 марта 2019     | 26 мая 2019     | 12   | 6   | 4   | 2   | 050,00 |
| Сампдория       | 12 октября 2019  | 30 июня 2021    | 72   | 27  | 13  | 32  | 037,50 |
| Уотфорд         | 4 октября 2021   | 24 января 2022  | 14   | 2   | 1   | 11  | 014,29 |
| Кальяри         | 1 января 2023    | 23 мая 2024     | 64   | 22  | 21  | 21  | 034,38 |
| Рома            | 14 ноября 2024   | 25 мая 2025     | 36   | 22  | 7   | 7   | 061,11 |
| Итого           | Итого            | Итого           | 1439 | 665 | 386 | 388 | 046,21 |

## Личная жизнь
Клаудио Раньери женат на докторе Розанне. У Раньери есть дочь Клаудия, которая вышла замуж за итальянского актёра Алессандро Роха и подарила Клаудио внука и внучку, которых назвали Орландо и Доротея. В мае 2016 года, когда он был главным тренером «Лестер Сити», он привлёк внимание СМИ, заявив, что вместо просмотра матча «Челси» – «Тоттенхэм Хотспур» поедет в Рим, чтобы пообедать со своей 96-летней матерью; матч закончился вничью 2:2, что в итоге принесло Раньери первый титул чемпиона Премьер-лиги. Он католик и ежедневно молится, говоря: «Я очень близок к Богу. Я разговариваю с ним. Если ты можешь мне помочь, спасибо тебе, если я не заслуживаю, хорошо, спасибо тебе".

## Прочая деятельность
В сезоне 2006/07 Клаудио Раньери работал комментатором на канале Sky, комментируя некоторые матчи сезона, прежде чем был приглашён на должность главного тренера «Пармы». 10 августа 2011 года во время товарищеского матча между сборными Италии и Испании он дебютировал в качестве технического комментатора и телевизионного обозревателя для Rai Sport. Он был обозревателем чемпионата Европы 2020 года для La Gazzetta dello Sport.

### Благотворительный матч
В апреле 2016 года было объявлено, что Клаудио Раньери будет тренировать команду «Сборная мира» на Soccer Aid, благотворительном футбольном матче в поддержку ЮНИСЕФ, который состоялся 5 июня на стадионе «Олд Траффорд» в Манчестере. Команда «Сборной мира» уступила со счётом 3:2 команде сборной Англии, в состав которой входили бывшие профессиональные игроки и знаменитости.